# 1-Chlor-2,2-dimethylpropan
1-Chlor-2,2-dimethylpropan (Neopentylchlorid) ist eine organische Verbindung aus der Gruppe der Chlorkohlenwasserstoffe (CKW).

## Herstellung
Die Darstellung gelingt durch Reaktion von Neopentan mit Chlor. Alternativ kann Neopentanol mit HCl zu 1-Chlor-2,2-dimethylpropan verestert werden.